# آيت حميدان بوعلا (بئر طمطم)
آيت حميدان بوعلا هو دُوَّار يقع بجماعة بئر طم طم، إقليم صفرو، جهة فاس مكناس في المملكة المغربية. ينتمي الدوّار لمشيخة بئر طمطم التي تضم 11 دوار. يقدر عدد سكانه بـ 260 نسمة حسب الإحصاء الرسمي للسكان والسكنى لسنة 2004.

## وصلات خارجية
- البوابة الوطنية للجماعات الترابية
- المندوبية السامية للتخطيط